# Sumitomo Fudosan Roppongi Grand Tower
Sumitomo Fudosan Roppongi Grand Tower (яп. 住友不動産六本木グランドタワー Сумитомо Фудо:сан Роппонги Гурандо Тава:) — 231-метровый и 43-этажный  небоскрёб, расположенный по адресу 3-2-1 Раппонги, район Минато, Токио, Япония. Здание строилось 18 октября 2013 по март 2016 года, открылось осенью 2016 года. Sumitomo Fudosan Roppongi Grand Tower является девятым по высоте небоскрёбом в Токио и пятнадцатым в Японии. Расположенный в районе Роппонги в Токио, рядом с небоскрёбом Izumi Garden Tower, также принадлежащей компании Sumitomo Realty & Development.
Здание было спроектировано компанией Nikken Sekkei Ltd. и строилось совместным компаниями Obayashi Corporation и Taisei Corporation. 

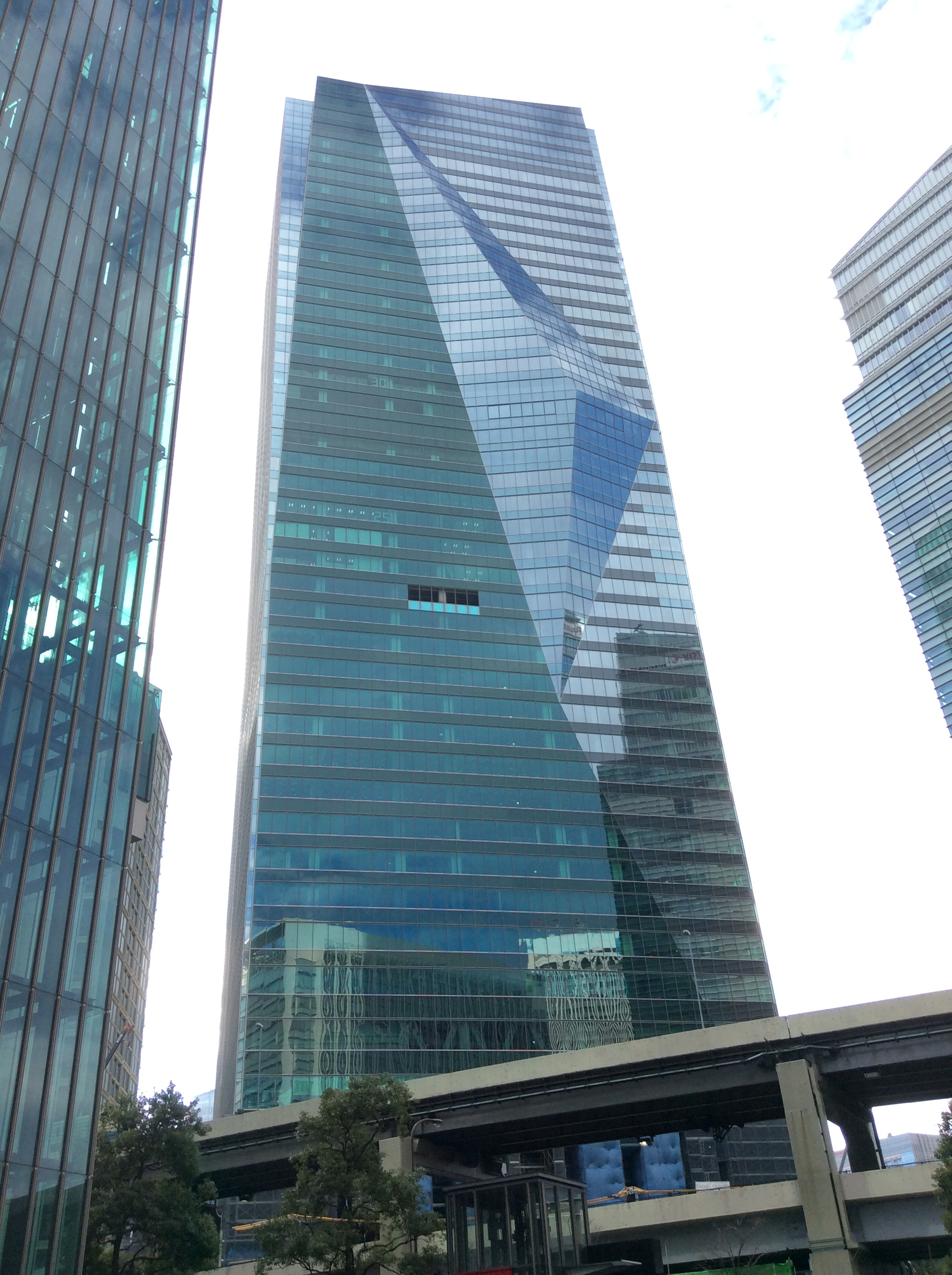
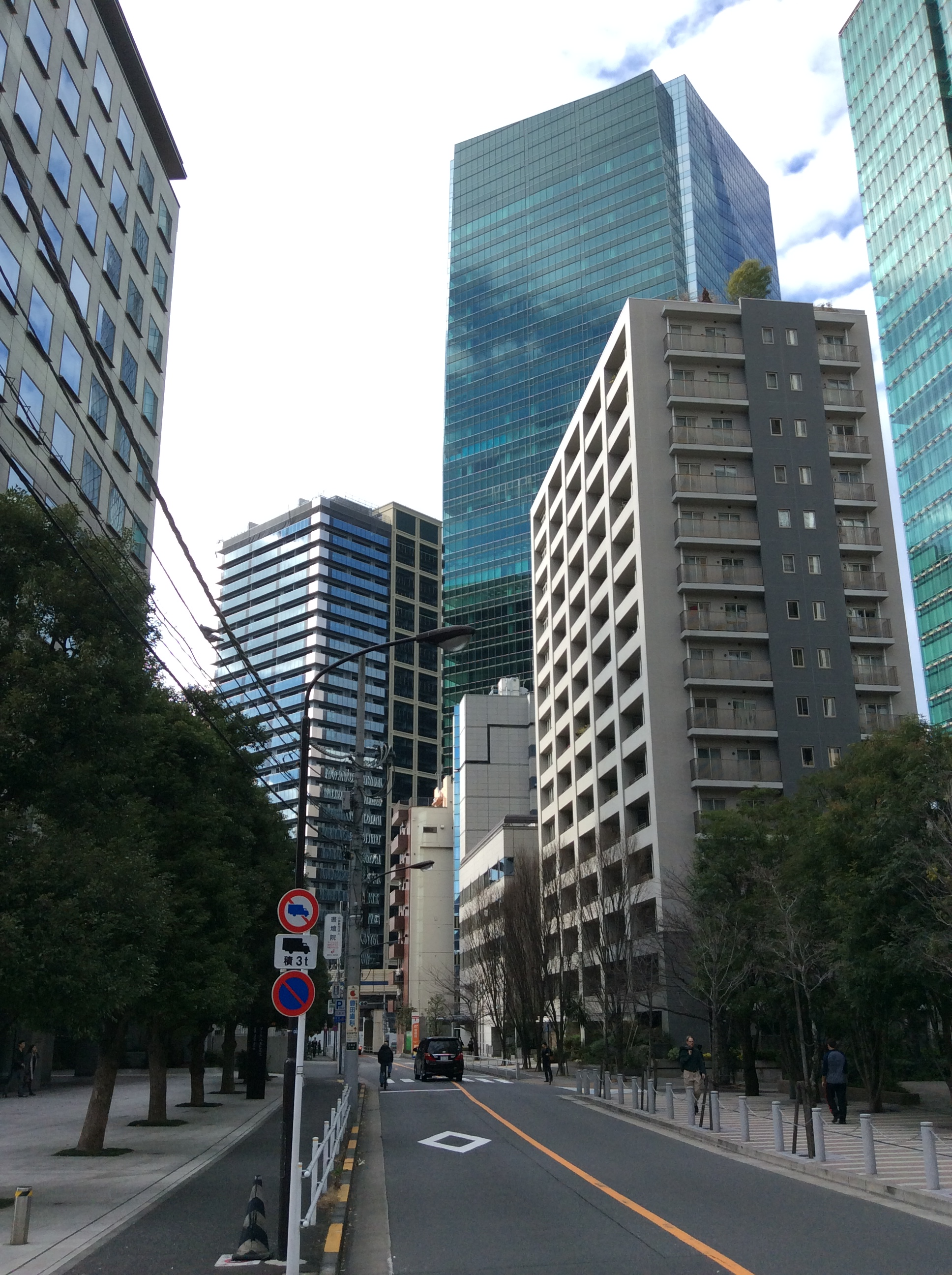
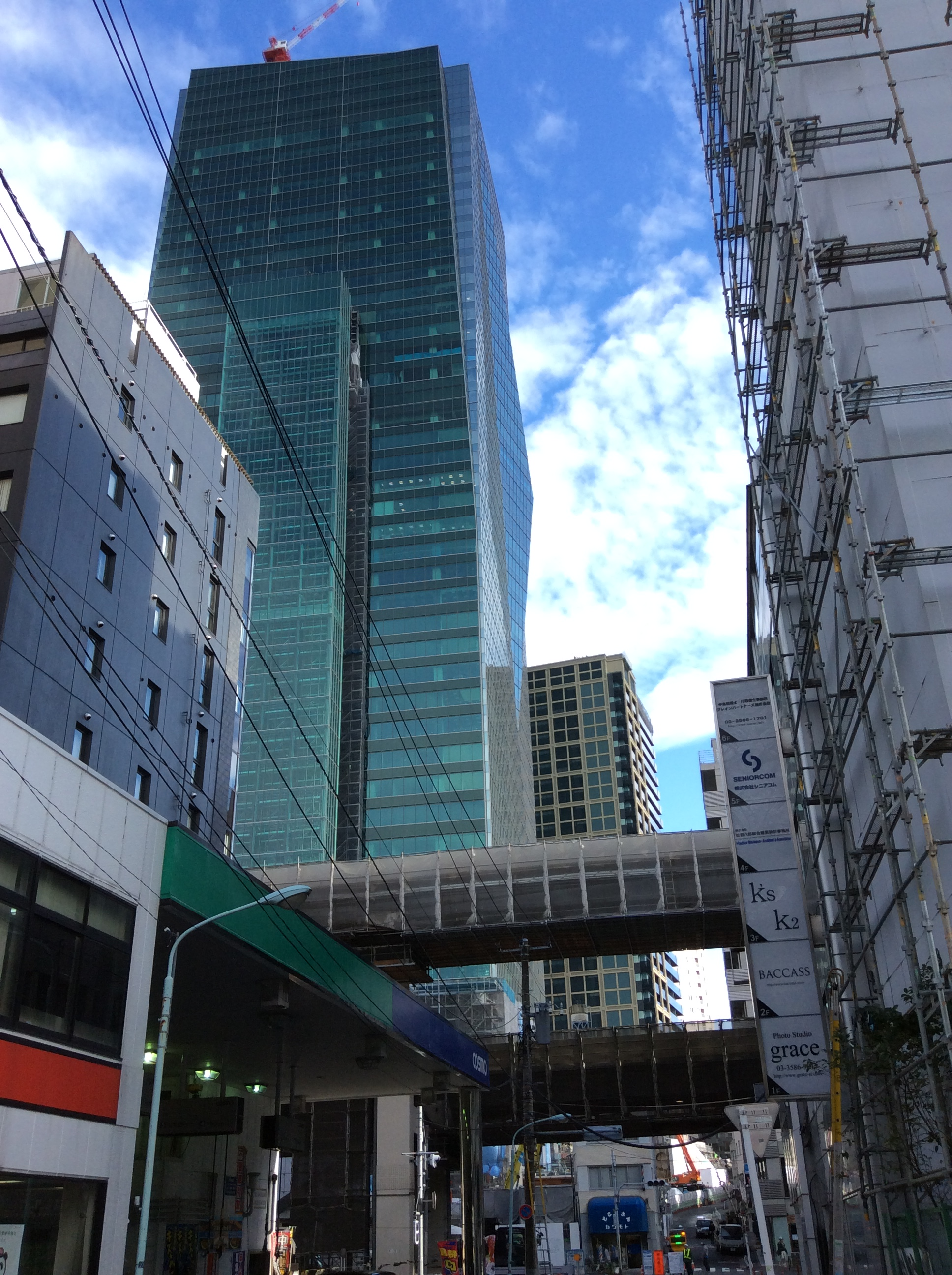
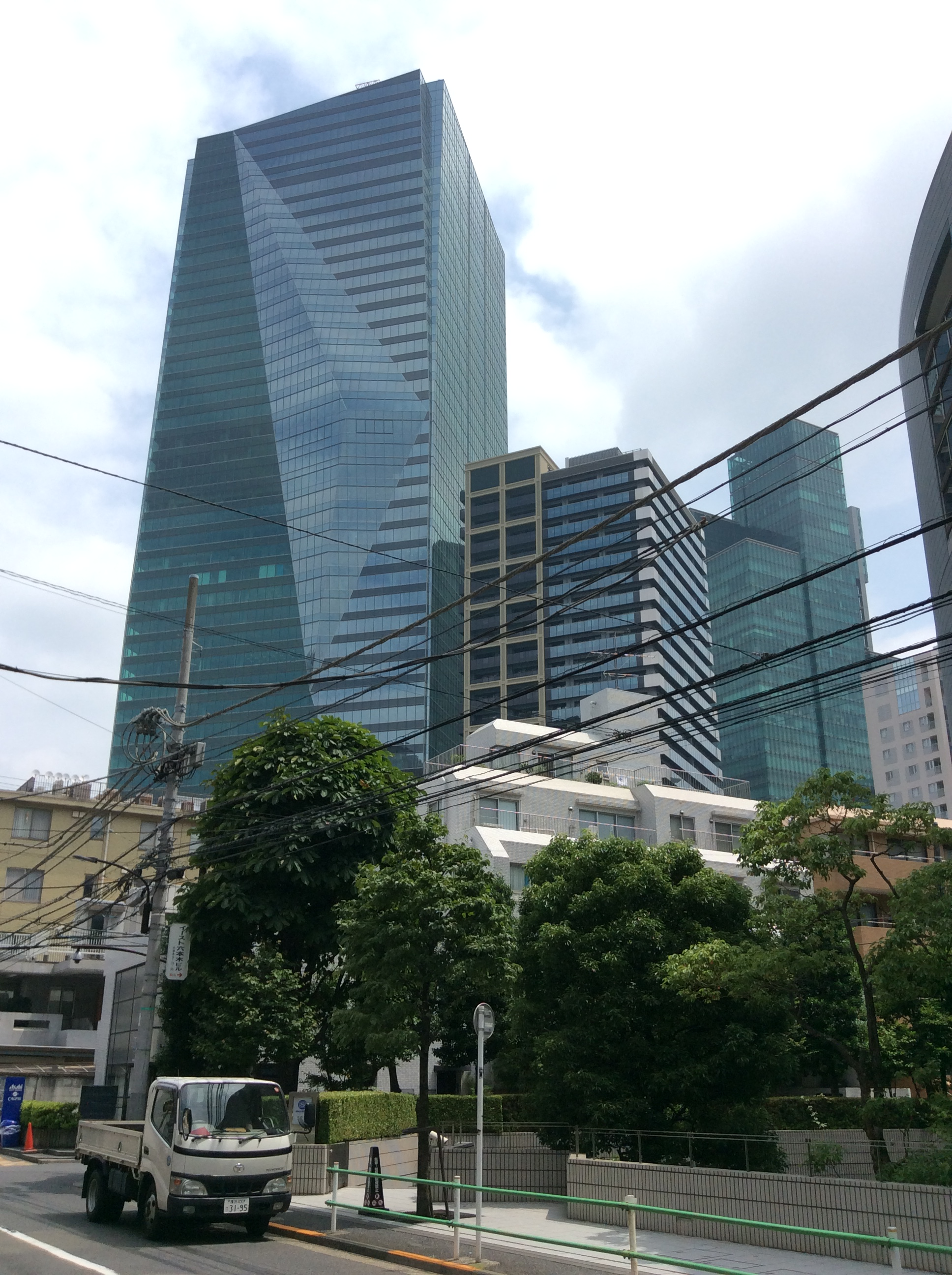
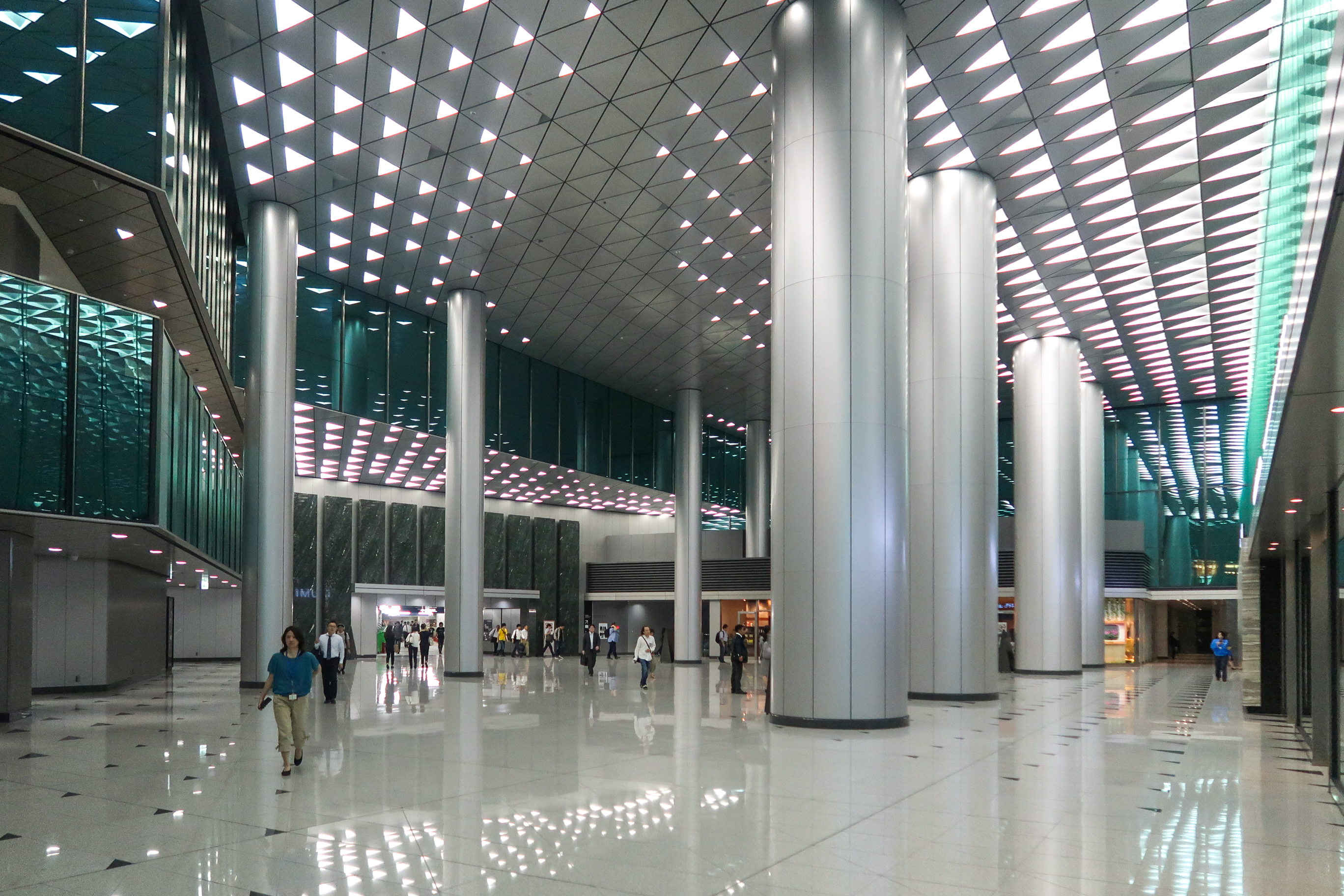
внутри
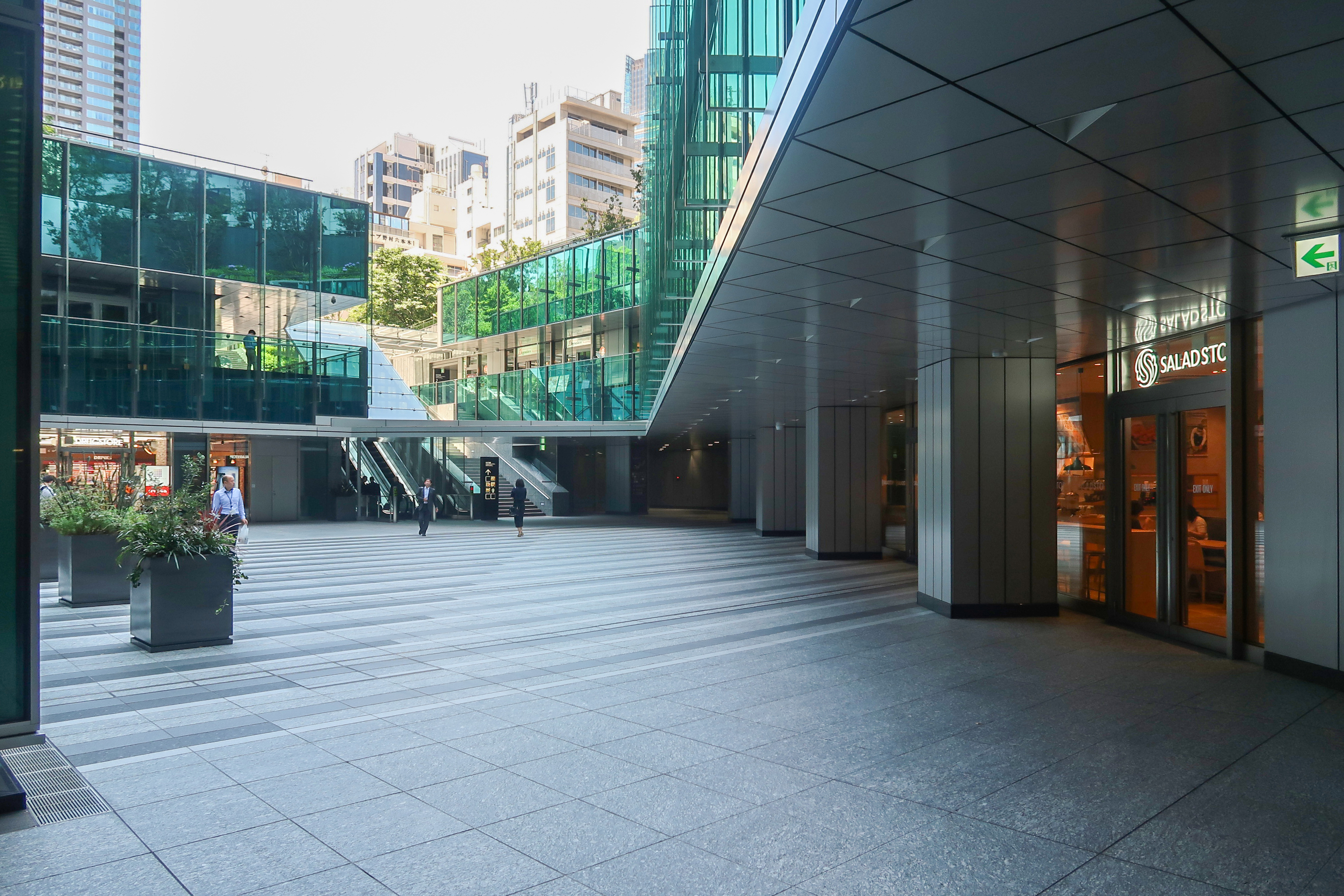
двор
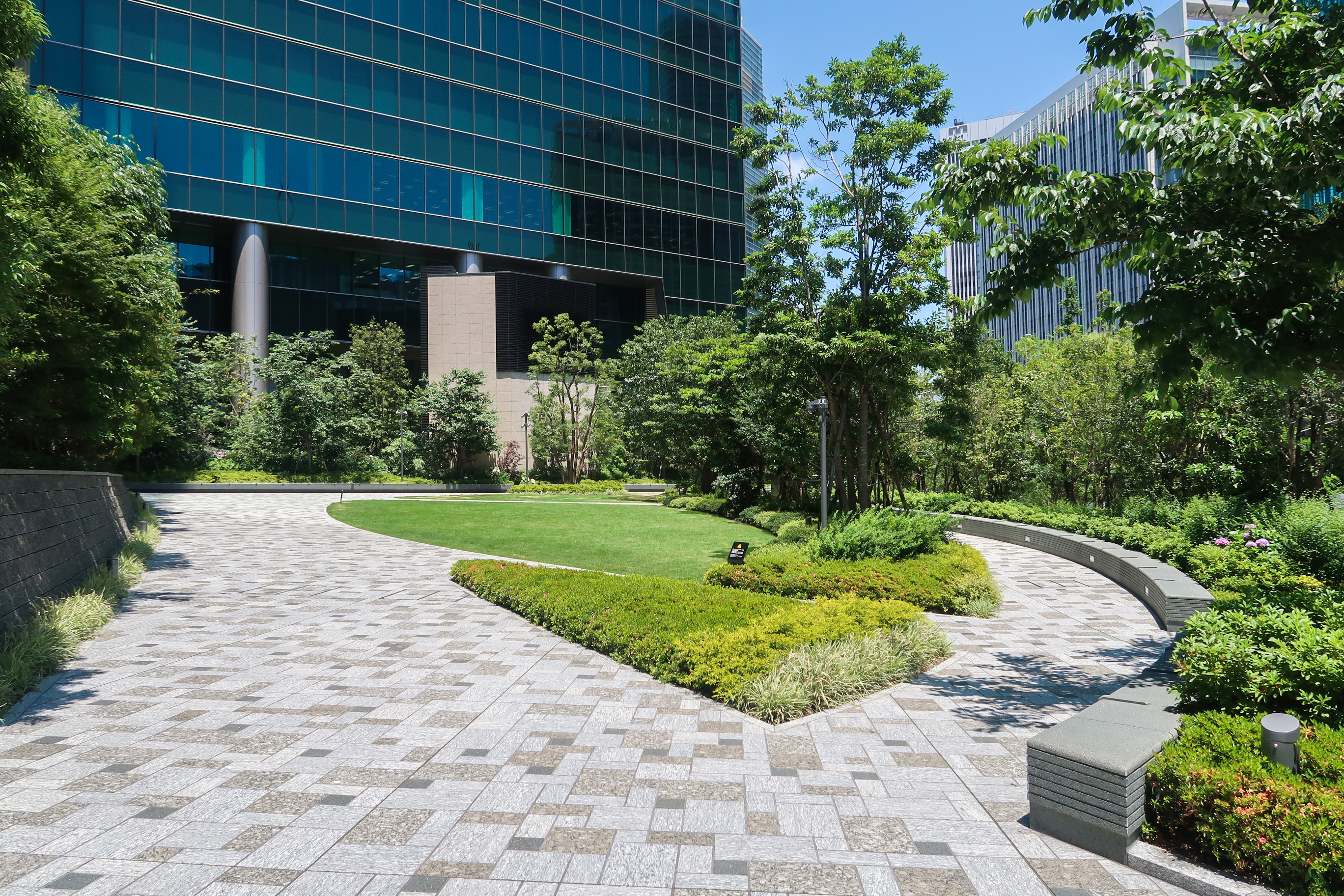
открытое пространство